# Baron von Ludwig

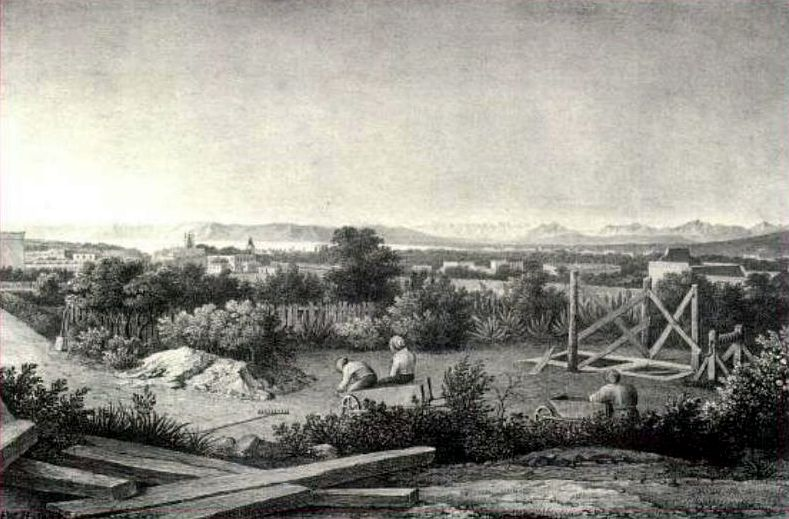
Jardin de Ludwigsburg en 1834
John Herschel

Carl Ferdinand Heinrich von Ludwig dit Baron von Ludwig (6 octobre 1784 à Sulz am Neckar - 27 décembre 1847 au Cap), fils d'un greffier de l'administration ecclésiastique, est un pharmacien d'origine allemande, homme d'affaires et mécène des sciences de la nature, connu pour avoir créé le premier jardin botanique du Cap. 

## Biographie

### Carrière en pharmacie
Ludwig fait son apprentissage de pharmacie à Kirchheim, près de Stuttgart ; il travaille ensuite à Amsterdam, d’abord comme apothicaire puis comme technicien dans un laboratoire de chimie. En 1805, il répond à une annonce dans un journal d'Amsterdam et postule à un poste d'assistant en pharmacie auprès d'un certain Dr Liesching, né à Stuttgart et originaire du Cap. Friedrich Ludwig Liesching est un ancien médecin du régiment de Wurtemberg au Cap. La candidature de Ludwig est acceptée et il s'embarque pour le Cap en octobre 1805. Ses qualifications de pharmacien sont approuvées en 1807 par un organisme créé pour contrôler les confréries médicale et de pharmacie du Cap. Ludwig est considéré comme un médecin.

### Intérêts commerciaux
En janvier 1816, Ludwig épouse Alida Maria Burgers, veuve de Carl Ferdinand Heinrich Altenstaedt. Elle a hérité d'une demeure imposante de la rue Saint-Georges et d'une petite mais lucrative entreprise de son mari, brasseur et marchand de tabac et de tabac à priser. L'entreprise continue à prospérer et Ludwig devient l'un des notables de la communauté du Cap, contribuant en 1824 à la fondation de la Société littéraire sud-africaine. Le succès de l'entreprise lui donne suffisamment de temps libre pour lui permettre de s'adonner à son autre intérêt, la collection de spécimens d'histoire naturelle. Ludwig Beil, l'organiste du Cap, l'accompagne lors d'un voyage de collecte à Swellendam en 1826. La même année, il expédie au Musée royal de Stuttgart une collection de plantes et d'insectes, qui lui vaut le titre de Chevalier de l'ordre de la Couronne de Wurtemberg, ce qui lui donne le droit de placer le préfixe von devant son nom de famille. Lors de sa visite en Allemagne en 1828, il emporte avec lui une grande collection de plantes, d'insectes, d'oiseaux et de mammifères. Pour cela, il obtient un doctorat honorifique de l'Université de Tübingen . 

### Jardin botanique
À son retour d'Europe, Von Ludwig achète environ trois acres de terrain à Kloof Street, au Cap, et jette les bases d'un jardin botanique au cours des deux années qui suivent. Outre un grand nombre d'arbres, d'arbustes et de bulbes d'Europe, d'Amérique et d'Australie, il inclut également des arbres fruitiers, des légumes et des plantes cultivées. Il introduit l'arbre Jacaranda en Afrique du Sud. De nombreuses espèces sont indigènes, certaines acquises auprès d'Ecklon et de Zeyher (de). Le botaniste irlandais Harvey apprécie la facilité d'accès offerte à l'étude des plantes. D'autres scientifiques de renom, tels que Charles Bunbury et Joseph Dalton Hooker, visitent ce qui est devenu le jardin de Ludwigsburg, tandis que Lady Jane Franklin, qui explore le jardin en 1836, note que, même si seules trois acres de superficie sont bien aménagées, les nombreuses divisions et les chemins le font fait paraître plus grand. L'astronome John Herschel utilise une chambre claire pour dessiner le site en développement en 1834. Un certain Leibold est le premier surintendant du jardin de 1834 à 1837, suivi de James Bowie de 1838 à 1842 et de Thomas Draper de 1843 à 1847, jusqu'à la mort de Ludwig. Le botaniste Ludwig Pappe (en), devenu par la suite botaniste colonial, prépare des spécimens d'herbier à partir des plantes du jardin.

### Explorations au Cap
Von Ludwig fait quelques longs voyages. En 1834, sa femme et lui se rendent à Oudtshoorn, aux grottes de Cango et à la ville côtière de Knysna, près de l’énigmatique George Rex. Ludwig soutient cependant l'idée d'explorer l'intérieur des terres et joue un rôle actif dans l'« Association du Cap de Bonne-Espérance pour l'exploration de l'Afrique centrale ». D'Ecklon, il acquiert une collection d'insectes, d'Andrew Smith, il obtient des oiseaux rares, et il se procure des spécimens de plantes auprès de Zeyher et de Drège (en). Ses collections continuent d'être expédiées à Stuttgart et à Francfort et il envoie des bulbes et des graines du Cap à diverses organisations telles que la Société d'horticulture du Massachusetts (en). En reconnaissance de ces contributions, le Curtis's Botanical Magazine lui consacre un numéro (vol. 62 de 1835), de même que le Genera of South African Plants d'Harvey en 1838.

### Visite européenne
En 1836 ou 1837, Von Ludwig se rend de nouveau en Europe et présente d'importantes collections de documents d'histoire naturelle à diverses organisations scientifiques. L'université de Tübingen lui confère un doctorat honorifique en médecine, Stuttgart lui accorde la liberté de la ville[Quoi ?], tandis que le roi de Wurtemberg l'élève à la noblesse avec le titre héréditaire de « Freiherr » (Baron), le fait Commandeur de l'ordre de la couronne de Wurtemberg et lui offre une tabatière richement sertie de diamants. À Stuttgart, il contacte Ferdinand Krauss (de), qui a également commencé sa carrière comme apprenti apothicaire, l'invitant au Cap. Comme il a correspondu avec lui, il rend également visite à William Jackson Hooker à Glasgow.

### Voyage sud-africain
En février 1838, le baron von Ludwig et ses filles quittent Portsmouth, avec Krauss, qui a accepté d'aller en Afrique du Sud. Leur bateau arrive à Table Bay le 7 mai 1838. Krauss passe sept mois chez Von Ludwig, préparant son voyage vers l'est. L’hospitalité que Von Ludwig offre aux scientifiques et aux collectionneurs de passage est légendaire ; Joseph Burke (en) séjourne chez lui lorsqu’il arrive au Cap en 1840. Von Ludwig appuie la cause des Voortrekkers et leur envoie, à diverses reprises, des boîtes de semences de légumes acquises en Allemagne et aux Pays-Bas. 
Von Ludwig continue à jouer un rôle actif dans les affaires du Cap. Il rejoint le comité de la Société d'agriculture du Cap de Bonne-Espérance en 1836 et celui de la Bibliothèque publique d'Afrique du Sud en 1843. Il joue un rôle de premier plan dans la fondation de la Natal Cotton Company, la compagnie Gaslight du Cap de Bonne-Espérance en 1845 et l’érection d’une usine à gaz.

### Société minière sud-africaine
On sait que de riches gisements de cuivre existent au Namaqualand depuis l’époque du gouverneur du Cap, Simon van der Stel, en 1685, mais ils n’ont guère retenu l’attention en raison de l’éloignement du lieu et de ses conditions difficiles. Entre 1836 et 1837, l'explorateur anglais Sir James Alexander lance une expédition au Namaqualand, parrainée par la Royal Geographical Society. Un an plus tard, il tente d'extraire du cuivre dans la région mais abandonne l'opération en raison de problèmes logistiques. Les tentatives infructueuses d'Alexander réveillent l'intérêt pour la possibilité d'une exploitation minière. La South African Mining Company, la première société minière du pays, est fondée le 21 mars 1846, présidée par le baron von Ludwig, et dirigée par neuf directeurs, tous des entrepreneurs du Cap. La mine qu’elle compte exploiter se situe à 28° 40′ S, 17° 08′ E. Le minerai de cuivre trouvé sur le site est riche, mais une réticence générale des actionnaires à financer un projet ne générant pas de profit immédiat conduit à l'arrêt de l'entreprise.

### Héritage
Après la mort du baron von Ludwig, son jardin est offert à la vente au gouvernement colonial, mais l'offre est refusée, tandis que quelques plantes sont achetées pour le prétendu jardin botanique officiel, qui n'a pas été développé et est totalement négligé. Divers horticulteurs, tels que Thomas Draper et Carl Zeyher, sont employés, mais démissionnent ou sont licenciés en raison de divergences avec le Comité du jardin botanique, déterminé à réaliser des bénéfices. 
Von Ludwig est commémoré dans les noms des espèces de plantes Restio ludwigii, Tulbaghia ludwigiana, Hibiscus ludwigii et Hypoxis ludwigii. Parmi les oiseaux, l'outarde de Ludwig et le drongo à queue carrée (Dicrurus ludwigii) portent son nom.

### Blasons
Von Ludwig utilise au moins deux blasons. 
Un ex-libris, l'identifiant comme « CFH von Ludwig Phil Dr », montre ses armes comme un bouclier coupé en quatre. Le premier quartier montre une feuille de blé sur un champ doré, le second une fleur de lys argentée sur un champ bleu, le troisième un croissant de lune sur un champ rouge et le quatrième un lion rouge rampant sur de l'or. Ce cahier est daté entre 1828, date à laquelle il reçoit le doctorat, et 1837, date à laquelle il est créé baron. 
De nouvelles armes lui sont accordées en même temps que la baronnie en 1837. Elles sont  aussi divisées en quartiers, les premier et quatrième présentant une gerbe de blé dorée sur fond bleu et les deuxième et troisième une fleur de lys en argent sur fond rouge.